# Viktökning

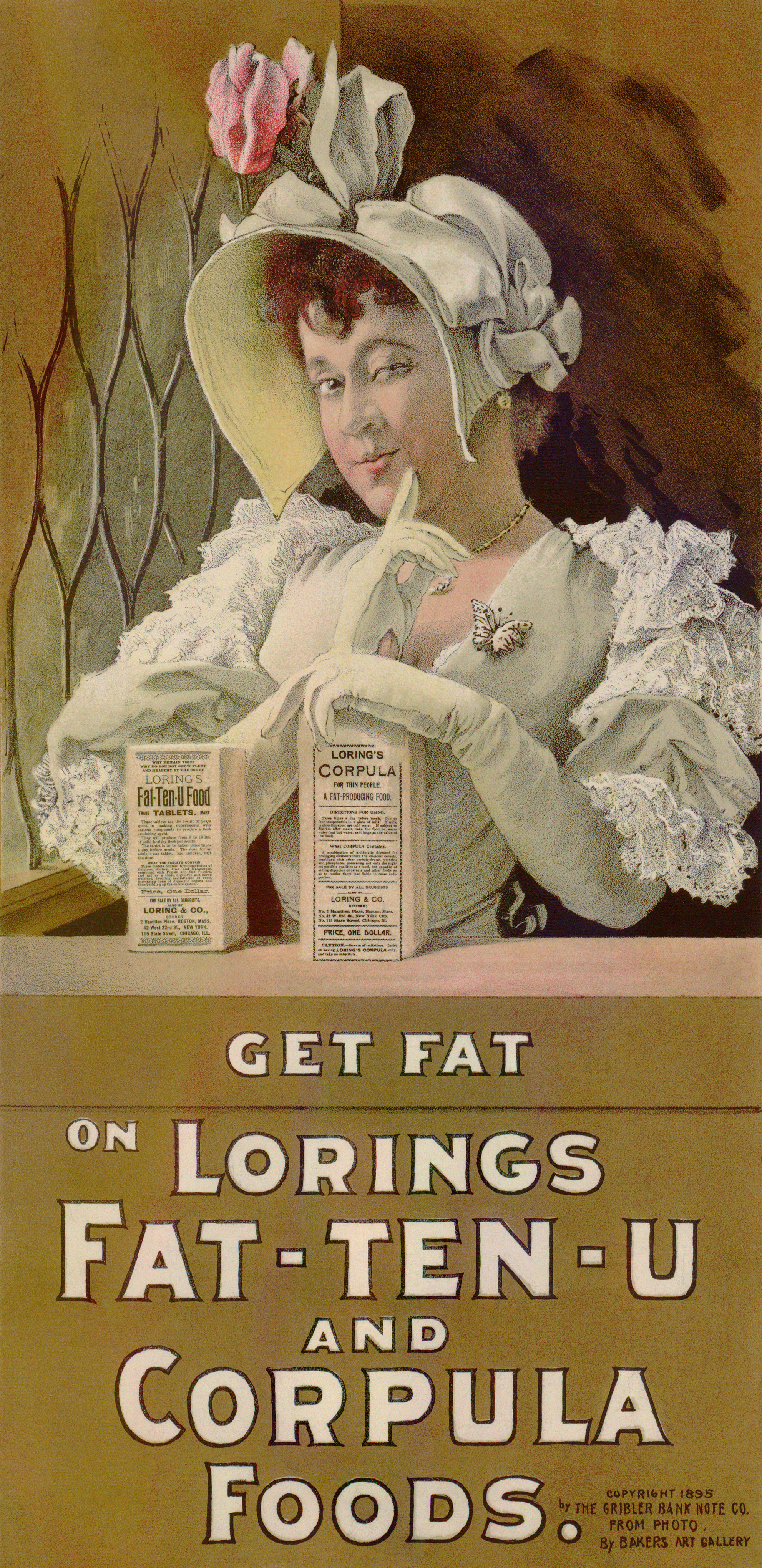
En viktökningsproduktreklam från 1895.

Viktökning innebär att en individ ökar sin kroppsvikt, genom ökning av sin totala kroppsmassa, sina kroppsvätskor, kroppsfett eller fettvävnad, och/eller muskler, senor, eller annan bindväv,
Viktökning kan ske avsiktligt genom viss träning samt till följd av återuppfödning efter undervikt. Det är också förväntat när mängden föda är större än energiförbrukningen. Oförväntad eller onormal viktökning kan sägas föreligga när det inte kan förklaras med mängden föda i relation till motion. Det kan då vara ett symtom på till exempel ödem, akromegali, Cushings syndrom, hypotyreos, eller insulinom, eller uppkomma som läkemedelsbiverkning. Några genetiska orsaker till viktökning innefattar Alströms syndrom och Prader-Willis syndrom.
Det finns två olika typer av viktökning: äppeltypen och pärontypen, där viktökningen hos den förstnämnda främst sker över midjan, medan viktökningen hos den sistnämnda typen främst sker nedanför midjan. Fettcellerna på överkroppen skiljer sig åt från de i höfterna och på låren, och det är farligare att öka i vikt genom att lägga på sig fettmassa över midjan.